# 어진익
어진익(魚震翼, 1625년 11월 6일 ~ 1684년 8월 25일)은 조선 후기의 문신으로, 자는 익지(翼之). 호는 겸재(謙齋), 본관은 함종이다. 한성 출신. 당색으로는 서인 당원이다.
1652년(효종 3년) 사마시에 합격하였다. 1658년(효종 10년) 의금부낭관이 되었다. 그 뒤 내자시직장을 거쳐 호조좌랑으로 재직 중, 1662년(현종 3) 정시 문과에 을과 아원(亞元)으로 급제, 병조좌랑, 병조정랑, 함경도도사, 성균관직강(成均館直講) 등을 지냈다. 1665년 허적의 우의정 발탁을 사사로운 은혜라고 비판하다가 면직된 이무를 구하려다가 파직, 유배되었으나 동료들의 변호로 복직하였다. 이후 1666년(현종 7년) 3월 현종 때 1659년의 효종 사망 때의 복상 중 자의대비가 기년복을 입어야 된다는 송시열의 기년복이 잘못되었다는 영남 남인 유세철을 공박하였고, 동래부사 재직 시에는 전임자들의 임진왜란 때의 순절자 후손 발굴사업을 이어서 추진, 임진왜란 순절자 자손 중 천역과 군역을 지는 이들을 발굴하여 면역시키거나 관직으로 추천하였다.
1674년 인선왕후가 죽어 복상 문제에 관한 2차 예송(禮訟)이 발생하자 남인(南人)을 공격하였다가 좌천되어 유배되었으나, 이듬해 서인(西人)이 집권하자 풀려나와 여주목사, 좌승지, 참의, 충청도와 강원도 관찰사 등을 역임했다. 사후 증 이조참판에 추증되었다가 다시 증 의정부좌찬성으로 가증되었다. 성리학자 어유봉의 할아버지이고, 경종비 선의왕후 어씨의 증조부가 된다.

## 생애

### 생애 초반
1625년(인조 3년) 11월 6일에 한성부에서 태어났으며, 세조~성종 때의 무신 어유소의 8대손으로, 고조부는 명종~선조 때의 관료로 아선군(牙善君)에 봉작된 어계선(魚季瑄)이고, 증조부는 평창군수를 지내고 증 이조참판에 추증된 어운해(魚雲海)이며, 할아버지는 동몽교관(童蒙敎官)과 병절교위 행충좌위 부사정(秉節校尉 行忠佐衛副司正)을 역임하고 증 좌승지에 추증되었다가 다시 증 의정부좌찬성으로 거듭 추증된 어몽린(魚夢獜)이고, 아버지는 진사로 봉정대부와 봉렬대부 좌수운판관(左水運判官)을 역임하고 증 호조참판과 증 자헌 의정부좌참찬에 추증된 어한명(魚漢明)이다. 어머니는 안동 권씨(安東權氏)로, 참봉을 역임한 권숙지(權叔之)의 딸이다. 4형제 중 둘째 아들로 태어났다. 당색으로는 서인 당원이었다.
아버지 어한명은 1636년(인조 14) 병자호란 당시 왕자 봉림대군(鳳林大君, 후일의 효종)과 인평대군(麟平大君) 등이 강화도로 피난할 때 이때 경기좌도 수운판관(京畿左道水運判官)으로 갑곶진(甲串津)에서 강화까지 두 대군과 궁인들을 보호하였고, 후일 이를 강도일기로 남겼다. 후일 효종 즉위 후 효종은 강화도로 피난갔던 당시를 회상하며 그 수운판관의 성명을 수소문하였으나 밝혀내지 못했다. 그는 후일 아들 어진익이 강원도관찰사에 올라 추은으로 증 호조참판에 추증되었고, 다시 다른 아들 어진섭(震陟)이 형조정랑 재직 중 원종공신에 올라 다시 증 의정부좌참찬에 추증되었으며, 후일 순조 때 강화도로 피난할 때 도운 사실이 확인되자 공적을 인정하여 증 의정부좌찬성으로 추증하였으며, 충경(忠景)의 시호가 추봉(追封)된다. 그의 형 어진열(魚震說)은 1662년(현종 3년) 통덕랑으로 증광문과에 병과로 급제하여, 병조정랑(兵曹正郞)을 지냈다.
어려서 키가 컸고, 기국과 도량이 있었으며, 글을 잘 지었다 한다. 나이가 들어서는 키가 크고 풍채가 좋았다 한다. 그는 15세에 과시(科試)에 응시했다가 합격하여 명성을 얻었다. 그는 노봉 민정중(老峯 閔鼎重), 서하 이민서(西河 李敏叙), 외재 이단하(畏齋 李端夏), 서계 박세당 등과 가깝게 지냈는데, 박세당은 그가 부임할 때마다 시를 지어 전송하였다.
1648년(인조 26) 부친상을 당하고 3년상을 마친 뒤 1652년(효종 3년) 사마시에 합격하였다.

### 관료 생활
1658년(효종 10년) 의금부낭관이 되었다. 그 뒤 내자시직장(內資寺直長)을 역임했다. 호조좌랑으로 재직 중, 1662년(현종 3) 정시 문과에 을과 아원(亞元)으로 급제해 병조좌랑, 병조정랑, 함경도도사, 성균관직강(成均館直講) 등을 역임하였다. 1665년 사헌부지평이 되었다.
1665년 봄에 사헌부지평 재직 중, 남인탁남 허적(許積)이 우의정에 발탁되자, 사사로운 혜택을 준다고 현종을 비판했다가 파직된 이무(李堥)를 그는 송시철(宋時喆), 권격(權格), 박세성(朴世城) 등과 함께 변호하다가 현종의 분노를 사 파직되고, 원찬(遠竄)시키라는 명을 받고 유배되었다. 그러나 서인 대신과 동료들의 거듭된 구원 상소로 곧 서용(敍用)의 명을 받고, 복직되었다. 이때 의정부영의정 정태화(鄭太和), 좌의정 홍명하(洪命夏) 등의 대신과 간관들의 변호로 사간원 정언(正言)에 발탁되었다. 정언 재직 중 송시열이 효종의 정통성을 부정한다고 비판한 남인 윤선도(尹善道)를 비판하고, 윤선도를 감형시키고 이배시키려는 왕명의 취소를 요청하였다. 이후로도 누차 윤선도의 감형을 반대, 여러번 취소를 청하였다.
1666년(현종 7년) 3월 영남 유생 유세철(柳世哲) 등이 1659년 효종의 사망 당시 송시열이 주장한 자의대비 장렬왕후의 기년복이 잘못되었다고 주장하자 이를 공박하였다. 영남 유생 유세철(柳世哲) 등 천여 명이 상소하여 1659년 효종의 사망 당시 송시열이 주장한 자의대비 장렬왕후의 기년복은 법제에 어긋난다며 ‘예경의 천자와 제후의 상(喪)에는 모두 참최(斬衰)이고 기년복은 없다’는 설을 인용하고, 또 《상복고증(喪服考證)》 1책을 올렸다. 상소가 승정원에 도착하자 승지 김수흥(金壽興) 등이 임금의 마음을 경동시켜 선류(善類)들을 일망타진하려는 소행이라 하자 현종은 상소의 뜻이 온당하지 못하다. 물러가서 학업을 닦으라고 답하였다. 이때 좌의정 홍명하(洪命夏)는 모함이라 주장하였고, 김수항, 김만기는 명확하게 분변하여 통렬히 배척하기를 청하였다. 이때 우의정 허적이 참최 3년의 설은 유독 유세철만 한 것이 아니니, 유세철을 죄줄 수 없다고 옹호했다. 이때 그는 헌부의 조복양(趙復陽), 정계주(鄭繼冑), 맹주서(孟冑瑞), 소두산(蘇斗山)과 사간원의 이정(李程), 최일(崔逸) 등과 율(律)에 따라 유세철 등을 죄를 정할 것을 청하였다.
1670년 모친상을 당해 사직, 3년상을 마쳤다. 1672년 사헌부장령(掌令)이 되고 종부시정이 되었다가, 그해 다시 사헌부장령에 재임명되었다. 1672년(현종 13) 7월 8일 지평 정유악(鄭維岳)과 함께 이민적을 인동부사에 제수한 명령을 잘못되었다며 철회해 달라고 요청했다가 외직으로 보내라는 명을 받았다. 그러나 다시 이의를 제기하여 파직당하고, 추고받았다.
병조 낭관으로 전임되고 다시 정언에 옮겨졌다가 얼마 안 되어 어버이 봉양을 위해 지방관으로 나갈 것을 요청하여 현종이 승인, 함평 현감으로 부임하였다. 이때 어머니 안동권씨는 이미 형 어진열(魚震說)의 임지인 전라도 무안현에 있어, 형제가 교대로 어머니 권씨를 판여(板輿)에 모시고 왕래하며 봉양하였다. 다음해에 어떤 일로 파직되어 돌아왔다가 다시 서용되어 정언, 사서가 되고 사예, 장령에 승진되었다. 이후 사간원헌납(獻納), 사간원사간을 거쳐, 1673년(현종 15) 사복시정이 되고, 그해 세자시강원사서, 문학이 되어 세자 광(爌)을 보도하였다. 헌납에 옮겨졌다가 다시 1674년 세자시강원 보덕(輔德)으로 세자 광(爌)을 보도하였다. 그러나 그해 효종비 인선왕후(仁宣王后)가 죽자, 살아있던 시어머니 자의대비 장렬왕후가 입는 상복 문제로 윤휴(尹鑴), 허목 등 남인을 공격했다가, 동래부사로 좌천되었다.
1675년(숙종 1) 5월 동래부사 재직 중, 임진왜란 때 의병을 일으켜 기의(起義)했다가 순절한 김정단(金廷端), 송계남(宋繼男) 등 동래부 사람 24인의 자손에 대해 천역(賤役)과 군역을 모두 면제시킬 것을 상소하여 성사시켰다. 이전에 동래 부사 이안눌(李安訥)이 감사에게 공문을 올려 임진왜란 때 의병을 일으켰던 김정단(金廷端) 등 19명에 대해 복호(復戶)와 정려, 포상을 청하고, 송계남(宋繼男) 등 5명에 대해서는 찾아내기만 하고 미처 보고하지 못했다. 숙종 때에 와서 승지 권대재(權大載)가, 그들 자손에게 천역을 면제해 주고 국가에서 녹용할 것을 상소하여 다시 조사, 계속 김정단, 송계남의 후손을 계속 찾게 했다. 어진익은 동래부사 재직 중 김정단, 송계남 등 24명의 자손들과 그 가계도와 당시 종사하고 있는 역명(役名) 등을 찾아 보고했다. 그의 상세한 보고로 비변사가 그 중 천역(賤役)에 종사하는 자는 천역을 면제해 주고, 정병(正兵)인 경우는 그대로 군관(軍官)으로 삼고, 유학(幼學), 교생(校生)인 경우는 병조가 규정을 마련해 경상도에서 시재(試才)를 시험하게 하여 합격자를 채용하게 했다. 동래부사 재직 중 그는 전임 부사 권대재와는 달리 왜인에게 너그럽게 대하였다. 순무사(巡撫使)로 온 권대재는 마지못해 이를 보고하였으나 전달되지 않고, 상을 받지 못했다 한다. 그해
1677년 형조참의가 되고, 가뭄이 발생하여 죄인의 석방여부를 심리(審理)할 때에, 상소를 올렸다가 유배된 소유(疏儒) 이세필(李世弼) 등을 석방해야 한다고 주장했다가 숙종의 비위를 거슬려, 다른 일로 엮여서 파직되었다. 뒤에 그는 윤휴를 이웃집에서 만났는데, 윤휴를 보자마자 안색과 언사를 조금도 꾸미지 않고 즉시 옷을 떨치고 일어나버리니, 윤휴가 그를 보고 크게 유감을 품었다고 한다. 1677년(숙종 3) 12월 동래부사로 근무하면서 왜관(倭館)을 짓는 일을 잘못 처리하였다는 허적의 탄핵을 받았다. 이어 이전에 1674년 10월의 동래부사로 재직할 때에 왜관(倭館)을 옮기는 비용을 낭비했다 하여 2차례 심문을 받고 파직당하고, 1678년(숙종 4) 1월 경기도 고양군으로 유배되었다. 곧 풀려나고, 양주(楊州) 마산(馬山)의 기슭에 아버지 어한명이 지은 별장에, 아버지 어한명이 손수 향나무와 잣나무 각각 두 그루씩을 심어둔 곳으로 낙향, 삼괴당(三槐堂)의 고사를 모방하여 칩거하였다. 그는 그 근처에 정자를 지어 사수정(四秀亭)이라 편액을 걸고, 친지들을 불러 시문을 읊조리며 유유자적하였다.

### 생애 후반
1679년(숙종 5년) 부름을 받고 여주목사로 부임하였다. 1681년(숙종 7년) 충청도 관찰사로 부임하였다가 그해 2월 13일 사간원헌납 박태손(朴泰遜)의 지적을 받고 스스로 사임, 체직하고, 이사명(李師命)이 임명되었다. 이에 송시열이 선생이 차자를 올려 어진익을 변호하고 그의 유임 및, 이사명은 경관직에 둘 것을 상소하였다.
조정에서 바야흐로 공안(貢案)ㆍ병제(兵制)를 변통하는 대책을 의논하고 있으니, 이사명처럼 세무(世務)에 통효(通曉)한 사람은 마땅히 머물러 두어 이러한 일들을 맡겨야 합니다. 이사명은 할아비인 상신(相臣) 이경여(李敬輿)와 아비 감사 이민적(李敏廸), 외조인 부윤(府尹) 황일호(黃一皓)와 외증조인 판서 황신(黃愼) 및 소후외증조(所後外曾祖 양가(養家)의 외증조) 대사간(大司諫) 윤황(尹煌)이 모두 호서(湖西 충청도(忠淸道))에 살았으므로 그 부형과 종족들이 도내(道內)에 많이 살고 있습니다. 그러므로 사명의 아비 이민적이 호서 관찰사로 나갈 적에 스스로 '불편한 점이 많다.'고 하였는데, 지금 사명이 그 지방에 불편함을 느끼는 것은 아마도 아비보다 더할 것이 틀림없습니다. 그렇다면 사명의 이번 임명은 더더욱 개정해야 합당합니다.

또 신이 전 감사 어진익(魚震翼)의 인품을 압니다. 어진익은 권간(權奸)이 교무(矯誣)하던 날을 당하여 세 차례나 옥(獄)에 들어갔으니, 그의 흔들리지 않는 우뚝한 지조를 알 수 있습니다. 인재가 없는 이때에 사람을 너무 까다롭게 논하면 끝내 쓸 만한 사람이 없을 것이니, 전에 내린 명을 중지하시어 어진익이 그대로 버려지는 인재가 되게 하지 마소서.

이후 승정원동부승지(同副承旨)로 발탁되었다. 동부승지로 재직 중, 1682년 1월 개성부에서 박상충(朴尙衷)의 사당을 짓자는 요청을 받고도 땅을 마련하지 못하여, 개성부 유수(開城府留守) 안진(安縝)의 보고를 받고, 민간의 땅을 조정에서 매입하여 사당을 짓도록 도울 것을 상소, 윤허받았다. 이후 ]]호조참의, 병조참의, 예조참의, 승정원좌승지를 거쳐 다시 승지가 되었다. 1683년(숙종 9년) 1월 28일 임진왜란 때 순절(殉節)한 장군인 부산 첨사(釜山僉使) 정발(鄭撥)의 후손(後孫)을 거두어 등용하도록 상소하였다. 1683년(숙종 9년) 5월 강원도관찰사로 부임했다가, 병이 중해져 사직하고 되돌아왔다. 이듬해 3월 10일 승정원승지에 임명되었다.
그는 늙어서 홀로된 누나가 연로하여 병들었으므로 그를 데려다가 봉양하고, 여러 동생들과 의식(衣食)을 분담해서 누나의 자녀들을 시집 장가보냈으며, 반드시 빈궁하게 사는 친척들이 있으며 이를 구휼하였다. 1684년(숙종 10년) 8월 25일에 한성부 백동(栢洞) 집에서 사망하였다. 바로 발상하였고, 조정에서 부의를 내리고 조문하였다.

### 사후
바로 경기도 고양군의 선영 옆에 매장하였다가, 1710년(숙종 36) 경기도 풍덕군 망포리(豊德郡 望浦里) 건좌(乾坐)의 언덕으로 개장(改葬)하였다. 수암 권상하(遂庵 權尙夏)가 신도비문을 지었는데 국조인물고에 실렸다.
아들 어사형(魚史衡)이 종2품 동지돈녕부사(同知敦寧府事)가 되어 추은(推恩)으로 증 이조참판에 증직되었다가, 후일 손자 어유구가 보국숭록대부 돈녕부영사에 올라, 그는 다시 증 의정부좌찬성으로 가증되었다. 그의 증손녀 선의왕후 어씨는 경종비가 되었다.

## 평가
수암 권상하는 그를 가리켜 너그러우면서도 절제함이 있고, 곧으면서도 과격하지 않으며, 재주는 번잡한 사무를 처리하기에 충분했는데도 마치 무능한 것 같았고, 청렴함은 세상을 경계시키기에 충분하지만 명예를 원하는데 가까울까봐 두려워했고, 변고와 험난한 일을 두루 겪으면서 지조를 바꾸지 않았다고 평하였다.

## 가족 관계
사위 이유, 도곡 이의현 모두 의정부영의정을 지냈다. 그러나 이의현의 첫 부인이 된 둘째 딸은 일찍 죽어 자녀가 없다. 아들 어유봉의 딸은 홍상한에게 시집가, 사도세자빈 혜경궁 홍씨와 홍봉한, 홍인한 가문과도 사돈이 된다.
- 할아버지 : 어몽린(魚夢獜)
- 아버지 : 어한명(魚漢明, 1592년 ~ 1648년)
- 어머니 : 안동 권씨(安東權氏, ? ~ 1670년), 참봉 권숙지(權叔之)의 딸
  - 형 : 어진열(魚震說, 1621 ~ 1677)
  - 동생 : 어진석(魚震奭)
    - 조카 : 어사휘(魚史徽, 1654 ~ 1706)

  - 동생 : 어진척(魚震陟)
- 부인 : 원주 원씨(原州元氏, 1625년 ~ 1715년 7월 15일)는 통사랑 원빈(元玭)의 딸
  - 딸 : 어씨
  - 사위 : 이유(李濡)
  - 딸 : 어씨
  - 사위 : 이의현(李宜顯, 1669년 ~ 1745년)
  - 아들 : 어유봉(魚有鳳, 1672년 ~ 1744년)
    - 손녀 : 함종 어씨
    - 손녀사위 : 홍상한(洪象漢, 1701년 - 1769년), 홍봉한, 홍인한, 홍용한, 홍준한의 사촌 형

  - 아들 : 어유구(魚有龜, 1675 ~ 1740)
    - 손녀 : 선의왕후

## 같이 보기
- 예송
- 송시열
- 송준길
- 허목
- 윤휴

## 참고 문헌
- 국조보감, 현종실록, 숙종실록, 서계집, 송자대전, 백호집, 국조인물고, 국조방목